# Herman van Aldewereld

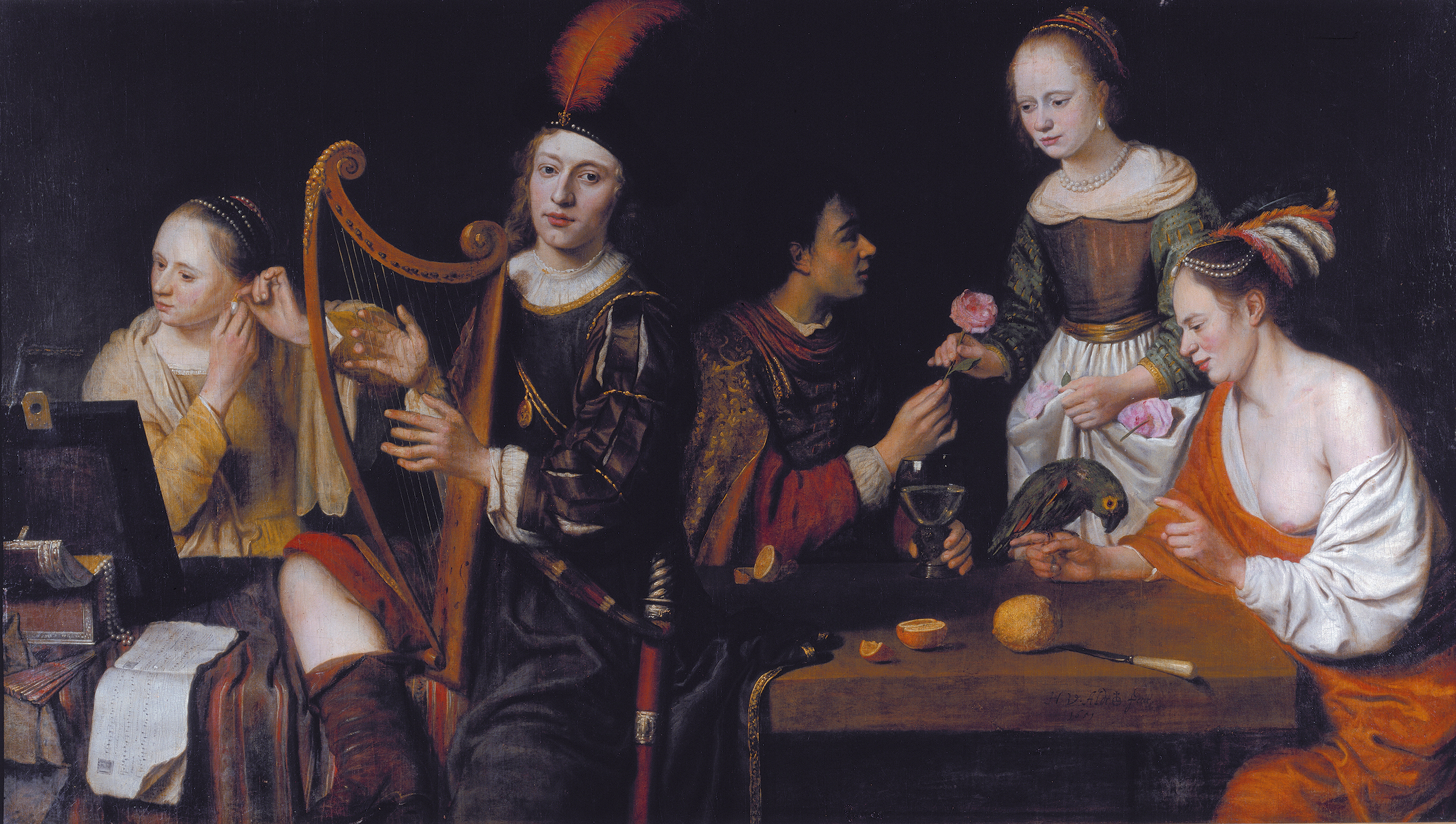
Allegorie op de vijf zintuigen (1651)

Herman van Aldewereld (1628/1629, Amsterdam – begraven op 17 juli 1669, in de Nieuwe Kerk in Amsterdam). Nederlands kunstschilder, die zich voornamelijk bezighield met portretten schilderen en graveren van vooral beroemde personen. Incidenteel schilderde hij genrestukken. Hij wordt vaak ten onrechte H. van Alde genoemd, omdat hij gewoonlijk tekende met 'H. van Alde', met een schetsje van de wereldbol, waarmee hij het laatste deel van zijn achternaam aanduidde, wellicht als grapje. Hij ging op 30 augustus 1662 in ondertrouw met Fietje Jans. Er zijn diverse werken van hem bekend.